# Wentyl bezpieczeństwa
Wentyl bezpieczeństwa – istotne pojęcie dla teorii konfliktu społecznego. Instytucjonalny środek rozwiązywania konfliktów bez konieczności zmiany status quo grupy społecznej. Zapewnia przeniesienie negatywnych emocji i społecznych stosunków niezadowolenia z jakiejś grupy czy zjawiska na siebie, celem rozładowania agresji. Potrzeba jego istnienia wzrasta wraz ze wzrostem sztywności struktury społecznej.
Przykładem wentylu bezpieczeństwa w średniowieczu były karnawał i polowanie na czarownice, w roku 1969 w USA – festiwal w Woodstock, w PRL festiwal w Jarocinie.